# Hexenverfolgung in Hamburg
In Hamburg und seinen Ortsteilen wurden von 1444 bis 1701 entsprechend dem Hamburger Stadtrecht mindestens 100 Verfahren gegen mutmaßliche Hexen, Zauberer und Wahrsager durchgeführt. Da die Aktenlage zur Hexenverfolgung in Hamburg nicht gut ist, muss von weit mehr Fällen ausgegangen werden. Die meisten Hexenprozesse endeten mit dem Tod der Angeklagten.

## Hamburger Stadtrecht
Wenn ein christlicher Mann oder Frau, der/die ungläubig ist und mit Zauberei und Vergiftung umgeht und auf der frischen Tat ertappt wird, den/die soll man auf dem Scheiterhaufen verbrennen (Hamburger Stadtrecht von 1497).
Im Hamburger Stadtrecht stand seit 1270 der Schadenzauber unter Strafe; der Teufelspakt wurde in der Neufassung von 1605 explizit erwähnt. Das hamburgische Niedergericht führte zwischen 1444 und 1701 die Prozesse gegen Frauen und einige Männer wegen Schadenzauber bzw. Hexerei. Das Niedergericht befand sich an der Trostbrücke, zunächst gegenüber, seit der Mitte des 16. Jahrhunderts links neben dem Rathaus an der Trostbrücke. Heute steht hier das Haus der Patriotischen Gesellschaft.
Die Zauberer und Zauberinnen, die mit verbotenen Mitteln dem Menschen oder dem Vieh an Leib und Seele Schaden zufügen, oder auch, die aus bösem Vorsatz von Gott und seinem heiligen Wort vergessentlich abtreten, und mit dem bösen Feinde sonderbare hochärgerliche Verbündnisse machen, werden, nach Gelegenheit ihrer beweislichen Verwirkung, mit Feuer oder mit dem Schwert am Leben gestraft (Hamburger Stadtrecht von 1605).

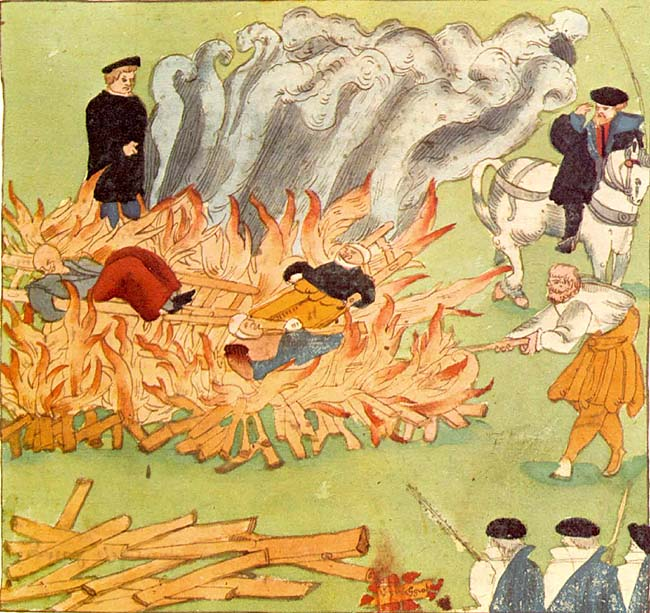
Die Verbrennung von drei Hexen am 4. November 1585. Abbildung aus der Wickiana (Sammlung des Johann Jakob Wick, Zentralbibliothek Zürich)

## Umfang der Hexenverfolgung in Hamburg
In Hamburg und seinen Ortsteilen wurden von 1444 bis 1701 mindestens 100 Verfahren gegen mutmaßliche Hexen, Zauberer, Wahrsager usw. angestrengt. Das ergaben neue Forschungen durch Kai Lehmann im Deutschen Hexendokumentationszentrum im Museum Schloss Wilhelmsburg in Schmalkalden.
Bisherige Schätzungen gingen von ca. 40 Verfahren in der Kernzeit der Hamburger Hexenverfolgung aus. Danach wurden von 1444 bis 1642 in Hamburg nachweislich 30 Frauen und 7 Männer wegen Hexerei und Zauberkünsten hingerichtet.
Die Aktenlage zur Hexenverfolgung in Hamburg ist nicht gut, daher muss von weit mehr Fällen ausgegangen werden, vor allem, da fast alle erwähnten Hexenprozesse mit dem Tod der Angeklagten endeten.
Mindestens 81 der Prozesse (80 %) führten zum Tod der Beschuldigten. Lediglich 14 der gefundenen Fälle endeten mit einer Freilassung, Landesverweis, Rutenschläge oder Flucht. Von sechs Personen sind die Schicksale unbekannt.

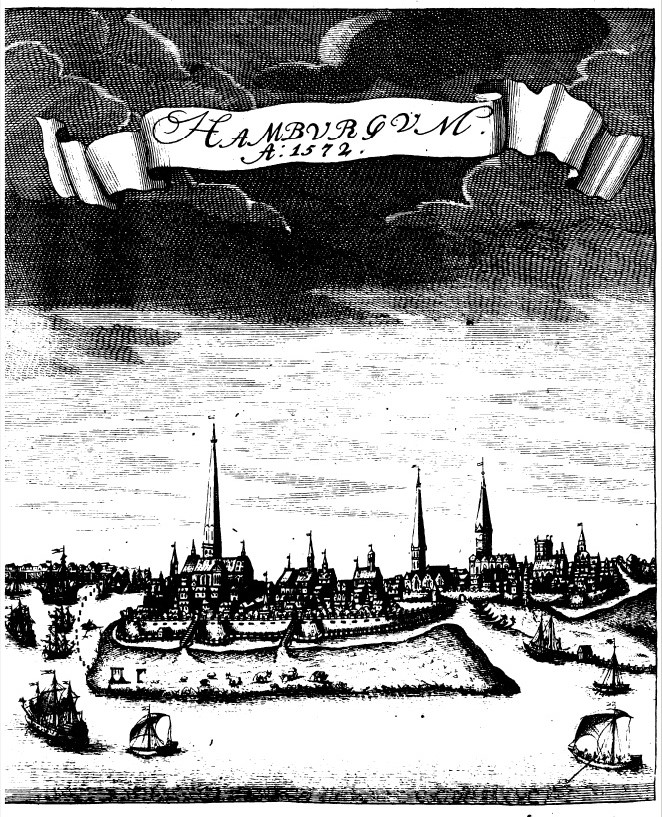
Nicolaus Staphorst: Hamburgische Kirchen. Geschichte. Hamburg, Felginer 1723–1729

## Gefängnis und Richtplatz
Wer der Hexerei verdächtigt wurde, wurde für gewöhnlich zunächst in der Fronerei eingesperrt. Dies war eine Art Untersuchungsgefängnis (auch Büttelhaus, Büdelhus oder Kaakhus genannt), das 1289 zum ersten Mal erwähnt wurde. Die Fronerei befand sich am Berg, einem der ältesten Marktplätze der Stadt. „Peinlich Beklagte“ saßen hier bis zur Vollstreckung ihrer Strafe (wie Staupenschlag, Brandmarkung oder Tod) ein. Im Gebäude befand sich eine Folterkammer zum Zweck der Peinlichen Befragung, gleichzeitig diente die Fronerei dem Fron als Wohnhaus. Am Berg stand auch der städtische Pranger (niederdeutsch: Kaak). Der Platz existiert heute nicht mehr, lediglich der Name der Bergstraße erinnert noch daran. Er befand sich südwestlich der Kirche Sankt Petri und westlich des Doms, etwa im Geviert zwischen den heutigen Straßen Pelzer-, Rathaus-, Schmiede- und Schauenburgerstraße. Bis ins späte Mittelalter fanden auf dem Berg auch die öffentlichen Hinrichtungen statt (sofern sie nicht Seeräuberei betrafen). Ob allerdings auch Scheiterhaufen innerhalb der Stadtmauern entzündet wurden, erscheint fraglich. Somit ist der Ort der frühen Hexenverbrennungen in Hamburg nicht geklärt. 1554 wurde die Richtstätte dann vor die Tore der Stadt nach St. Georg verlegt. Die Delinquenten wurden über den Steindamm hierher gebracht, den man deshalb im Volksmund den „Armesünderdamm“ nannte. Hier brannten dann auch die Scheiterhaufen der späteren Hexenverbrennungen.

## Frühe Hexenprozesse
Als erstes Opfer der Hexenverfolgung wurde 1444 Katharina Hanen als Zauberin („incantatrix“) verbrannt.
1482 wurde eine Bäuerin aus Eppendorf wegen Hostienschändung hingerichtet. Sie soll eine Hostie beim Abendmahl nicht gegessen, sondern im Mund aufbewahrt und zur nächsten Mitternacht „in aller Teufel Namen“ unter einer Kohlpflanze eingegraben haben. Der Kohlstrauch soll daraufhin prächtig gediehen sein. Nachbarn sei aber aufgefallen, dass nachts im Garten ein Lichtstrahl scheinen würde, der von der Pflanze ausgehe. Nonnen aus dem Kloster Harvestehude hätten daraufhin die Pflanze ausgegraben und festgestellt, dass die Wurzel wie ein Kruzifix geformt sei, was als Beweis der Hostienschändung galt. Der Heimatforscher Armin Clasen vermutet, dass sich der Garten auf dem Gebiet des heutigen Seelemannparks am Ufer der Alster befand und der Lichtschein durch Sumpfgase zu erklären sei. Die eindeutig durch menschliche Hände bearbeitete Kohlwurzel wurde als wundertätige Reliquie im Kloster aufbewahrt. Sie ist heutzutage als Sogenannte Eppendorfer Alraune im Kunsthistorischen Museum Wien ausgestellt.
1521 wurde Vitus Völsch, genannt Doctor Veit, verbrannt. Laut dem Chronisten Adam Tratziger habe er die Identität einer Frau angenommen und als „Bademume“ (Hebamme) praktiziert. Während die Beschreibung seines Vergehens darauf hindeutet, dass es sich um einen Transgender handelte, deutet die Art seiner Hinrichtung darauf hin, dass er als Hexer angesehen wurde.

## Hexenverfolgung nach der Reformation
Fast alle Hexenprozesse in Hamburg wurden durchgeführt, nachdem die Reformation Einzug in Hamburg hielt und 1529 unter Mitwirkung von Johannes Bugenhagen eine neue Kirchenordnung eingeführt wurde. Während Bugenhagens Aufenthalt in Hamburg geriet seine eigene Köchin, die zuvor die Köchin des Domdekans war, unter den Verdacht des Schadenzauber. Sie wurde aber auf Bugenhagens Bitten hin wieder freigelassen. 1587 erschien in Hamburg das dreibändige Werk De Panurgia Lamiarum, Sagarum, Strigum ac Veneficarum totiusque cohortis magicae Cacodaemonia libri tres. Dat ys: nödige und nütte underrichtinge I. Van der Töverschen geschwinden list und geschicklicheit quodt thodoude, etc. in welchem der protestantische Pastor Samuel Meiger die Obrigkeiten zu einem schärferen Vorgehen gegen das Verbrechen der „toverie“ (Zauberei) aufforderte.
Hexenprozesswellen gab es in den Jahren 1544–1545 (11 Angeklagte), 1555–1556 (17 Angeklagte), 1575–1583 (23 Angeklagte) und 1610 (5 Angeklagte in Harburg), von denen die meisten hingerichtet wurden.
1555 wurden vierzehn Frauen unter der Anklage der Hexerei verhaftet. Dies ist der erste verbürgte Fall der Anwendung von Folter, die bis dahin bei Hexenprozessen in Hamburg nicht angewandt wurde. Von den vierzehn Frauen starben neun auf dem Scheiterhaufen, zwei unter der Folter, bei drei Fällen ist der Ausgang unbekannt. Unter den Verbrannten war auch die Vögtin (bzw. Frau des Vogtes) von Hamm.
1583 musste die ehemalige Hofbesitzerin Abelke Bleken vor Gericht aufgrund mehrerer gegen sie gerichtete Vorwürfe aussagen und legte unter Folter ein Geständnis zu Schadenzauber und Teufelspakt ab. Sie ist die einzige Frau in Hamburg, deren vor Gericht vorgebrachten Erwiderungen, die sogenannte Urgicht, dokumentiert sind. Sie wurde am 18. März 1583 auf dem Scheiterhaufen verbrannt.

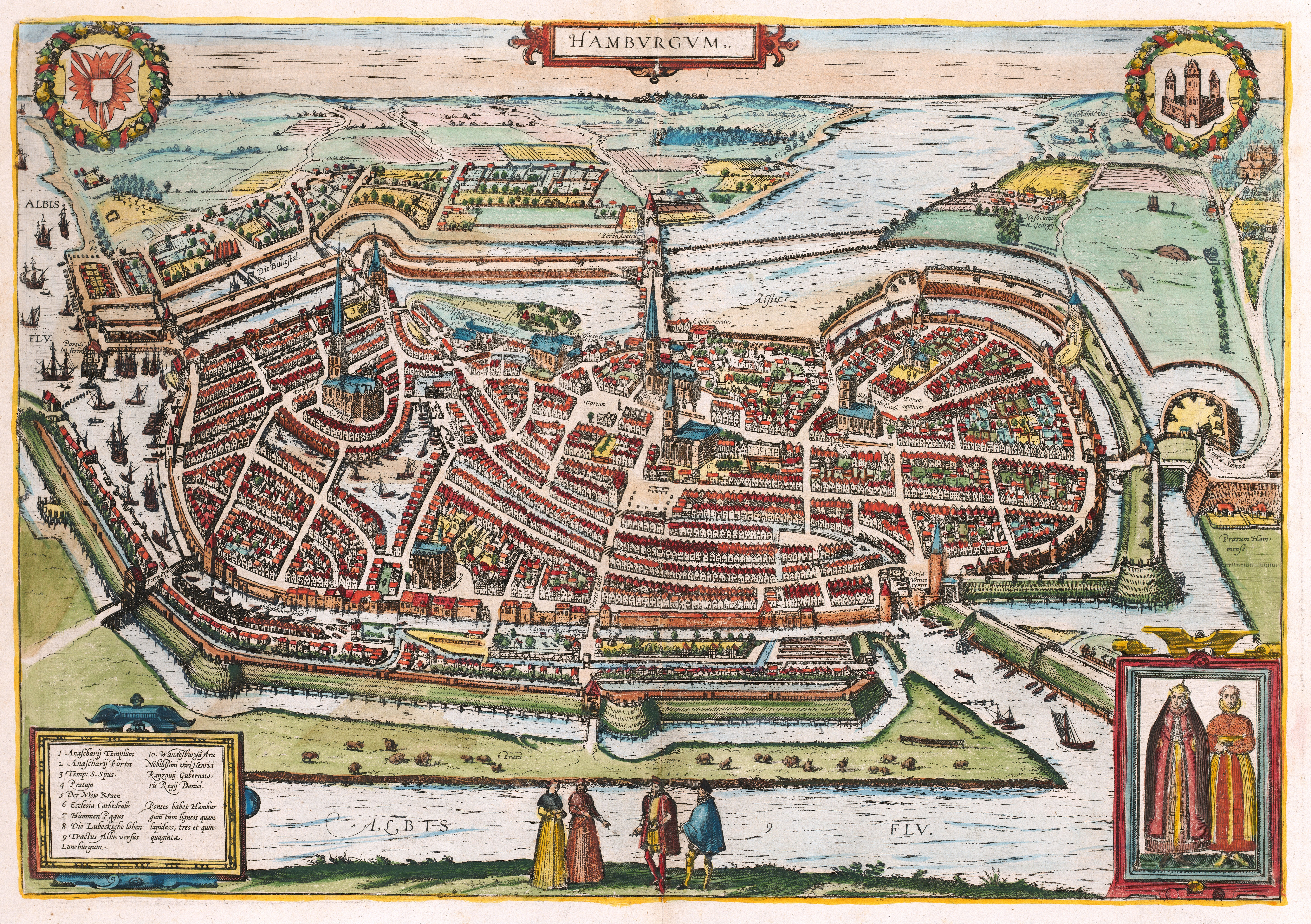
Hamburg 1588

Im Jahr 1612 wurde Mette Harden aus Kirchwerder, die den unteren Bevölkerungsschichten angehörte, mit zwei weiteren Frauen (Cathrin Danckwers aus Kirchwerder und Cathrin Schmalfeldes aus Curslack) der Hexerei angeklagt, aber freigesprochen.

## Letzte Hexenprozesse in Hamburg
Einer der letzten Hexenprozesse in Hamburg wird 1642 vollzogen: Cillie Hemels wird wegen Abfalß von Gott, ihrer Zauberei und gegen ihren eigenen Mann begangene Mordthat verbrannt.
In Hamburg-Bergedorf wurde 1676 unter dem Vorwurf der Zauberei Margareth Uhler, Gattin des Sven Uhler, inhaftiert. Sie befand sich 21 Monate in Untersuchungshaft (zeitweise in Ketten). Erst im Jahr 1678 erfolgte der Freispruch, es war der letzte Hexenprozess in Hamburg.
1701, im Prozess gegen Maria Cäcilia Jürgens, war Schadenzauber einer von mehreren Anklagepunkten. Ihr wurde, mit dürftigen Beweisen, vorgeworfen mit ihrer Ehefrau Anna Ilsabe Bunk, die die Identität des Mannes Hinrich Bunk angenommen hatte, einen Mord begangen zu haben.

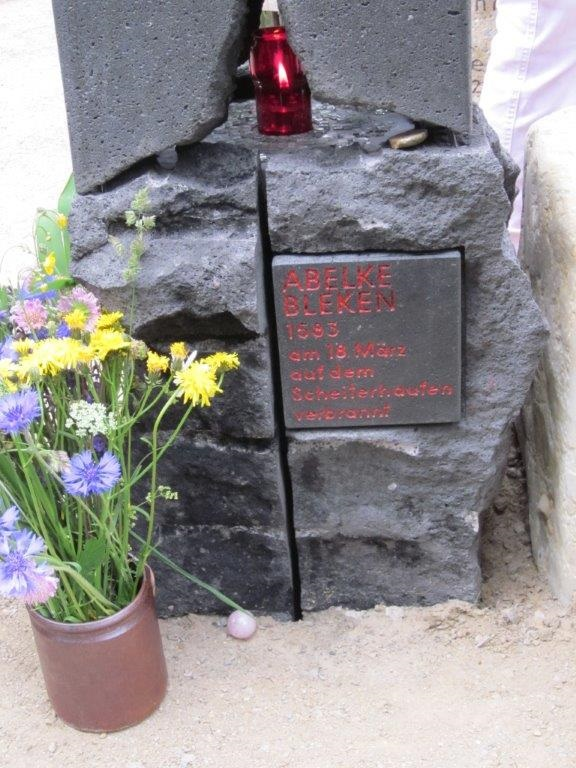
Erinnerungsstein im Garten der Frauen für Abelke Bleken

## Gedenken an die Opfer der Hexenprozesse in Hamburg

### Erinnerungsstein im Garten der Frauen
Am 7. Juni 2015 weihte der Verein Garten der Frauen im Beisein der Zweiten Bürgermeisterin von Hamburg, Frau Katharina Fegebank, einen Erinnerungsstein auf dem Ohlsdorfer Friedhof für alle jene Frauen ein, die in Hamburg Opfer der frühneuzeitlichen Hexenverfolgung wurden.

### Straßennamen

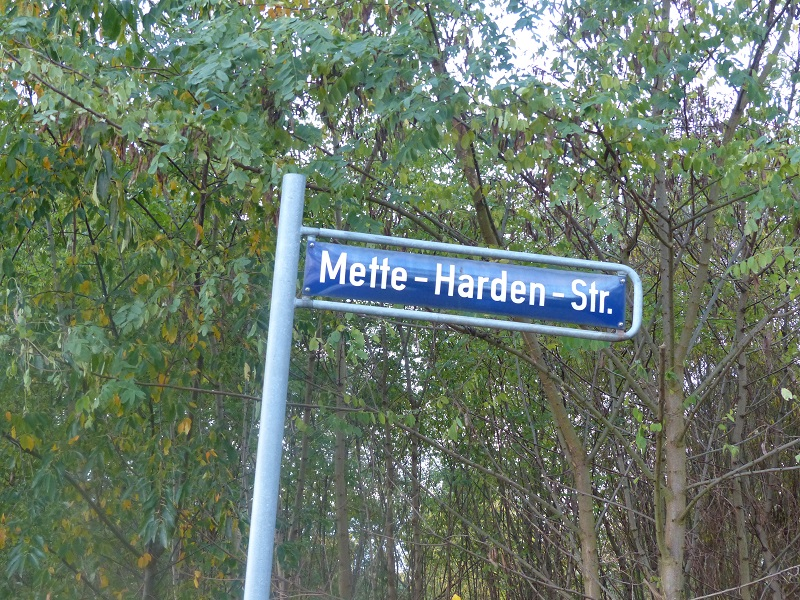
Mette-Harden-Straße Hamburg-Kirchwerder

- Seit 1995 ist in Kirchwerder die Mette-Harden-Straße nach Mette Harden benannt.[25]
- Seit 2015 ist in Ochsenwerder der Abelke-Bleken-Ring nach Abelke Bleken benannt.[26]
- Am 30. April 2016 initiierte der Politologe Jan Vahlenkamp eine Online-Petition, mit dem Ziel, eine Straße nach Katharina Hanen, dem ersten Opfer der Hexenverfolgung in Hamburg, zu benennen.[27][28][29][30] Rund 300 Menschen unterzeichneten.[31] Nachdem die Bezirksversammlung Altona die Straßenbenennung auch offiziell vorschlug,[32] beschloss am 17. Dezember 2020 der Senat der Freien und Hansestadt Hamburg, dass eine Straße in Rissen den Namen Katherina-Hanen-Weg tragen wird.[33][34]